# Irene di Grecia (1942)
Irene di Grecia e Danimarca (Ειρήνη της Ελλάδας; Città del Capo, 11 maggio 1942) è stata principessa ereditaria di Grecia dal 1964 al 1965.

## Biografia

### Giovinezza
La principessa Irene è nata nel 1942 a Città del Capo, terzogenita di Paolo e Federica di Hannover, e visse in Grecia dal 1946, quando ebbe fine l'esilio della sua famiglia. Il primo ministro sudafricano Jan Smuts e la zia Caterina le fecero da padrini di battesimo.
Con la professoressa Theophanó A. Arvanitopoulou ricevette un'educazione incentrata sulla filosofia e l'archeologia. Studiò al Collegio Arsakio di Psichiko, alla Schule Schloss Salem in Germania e fu istruita sulle lingue e il pianoforte, in quanto allieva di Gina Bachauer. Per un certo periodo fu un'apprezzata concertista, esibendosi a livello amatoriale per cause di beneficenza tra l'Europa e gli Stati Uniti. Oltre al greco, padroneggia il francese, l'inglese, lo spagnolo e il tedesco.
Dalla morte del padre fino alla nascita della nipote Alessia, fu l'erede presunta al trono greco, poiché la sorella Sofia rinunciò ai suoi diritti di successione per convertirsi al cattolicesimo e sposarsi.

### Attività
Dal 1965 al 1968 presiedette il Comitato Olimpico Ellenico. Si trasferì a Roma dopo la deposizione di suo fratello Costantino II e, dal 1969, visse in India con la madre Federica. Dalla morte di quest'ultima risiede in un appartamento del palazzo della Zarzuela a Madrid, residenza privata dei sovrani di Spagna.
I suoi studi la portarono a specializzarsi in religioni comparate, precisamente sui primati della Chiesa greca e sulla filosofia Advaita Vedānta, da lei appresa durante un soggiorno a Madras dal professore T.M.P. Mahadevan. È membro della Dr. T.M.P. Mahadevan Foundation, che si occupa di pubblicare gli scritti del defunto studioso e di diffondere la cultura indiana attraverso progetti educativi. È sostenitrice della Biblioteca Internazionale di Kanchipuram.

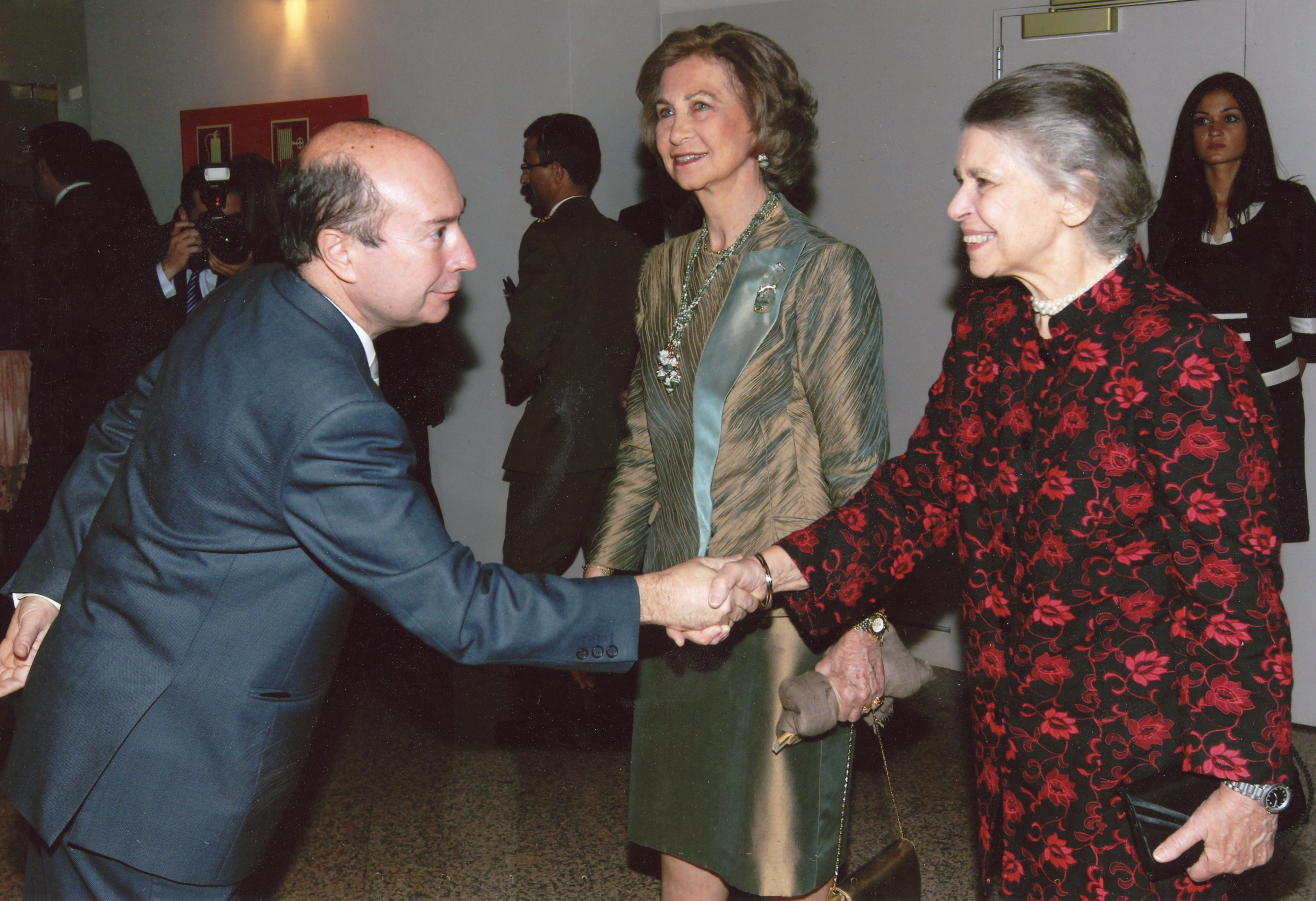
Luis Javier Gayá, Sofia e Irene alla consegna delle Medaglie d'Onore del premio di pittura BMW nel 2018

Nel 1985 la Comunità economica europea organizzò la macellazione di quattro milioni di mucche, in modo da ridurre la produzione di latte e mantenerne i prezzi artificialmente. Irene ne pianificò il trasferimento in India e in altri paesi dove sarebbero state utili al nutrimento dei bambini poveri e avrebbero ricevuto protezione.
Nel 1986 fondò a Madrid l'organizzazione Mundo en Harmonía, allo scopo di promuovere la solidarietà, la compassione verso gli animali e un approccio di vita filosofico tra gli studenti. È stata la presidentessa dell'organizzazione fino alla cessazione delle attività, nel 2023.
Nel 1994, assieme al fratello, denunciò il governo greco alla Corte europea dei diritti dell'uomo per la confisca delle proprietà della famiglia reale. Nel 2002, concluso il contenzioso giudiziario, ricevette 900.000 euro come risarcimento, con cui ha istituito la filiale greca di Mundo en Harmonía.

### Vita privata
Durante la sua adolescenza, sua madre si impegnò per cercare ai figli dei coniugi che fossero del loro stesso rango. Perciò, nel 1965 Irene fu obbligata dalla regina a mettere fine alla sua relazione con l'avvocato ateniese Stavros Strastigis. Nel 2002 ricevette una diagnosi di tumore alla mammella e la giornalista Eva Celada ne scrisse la biografia nel 2007 nel libro Irene de Grecia, la princesa rebelde.
Il 23 aprile 2008, insieme al re Muhammad VI del Marocco, è diventata madrina di battesimo di Simeon Hassan Muñoz, figlio di Kalina di Bulgaria. Il 16 marzo 2018 divenne cittadina spagnola rinunciando alla cittadinanza greca. È vegana.

## Cariche
Ricopre differenti ruoli nelle seguenti organizzazioni:
- Patrona dell'African Cultural Organization of South Africa (ACOSA);
- Patrona dell'Ashram International;
- Patrona della Banco Santander Central Hispano Foundation;
- Presidentessa Onoraria del ramo spagnolo della European String Professors Association (ESTA);
- Vicepresidentessa della Dr. T.M.P. Mahadevan Foundation;
- Patrona del ramo spagnolo della Yehudi Menuhin Foundation;
- Vicepresidentessa del Sarvodaya International Trust;
- Membro del Consiglio Onorario del The Peres Center for Peace Association in Spagna.

## Opere
- En Decelia: fragmentos cerámicos de Decelia y miscelánea arqueológica, Atene, 1959-1960 (2013 in Spagna), ISBN 9788494103308.

## Titoli e trattamento
- 11 maggio 1942 - 6 marzo 1964: Sua Altezza Reale, la principessa Irene di Grecia e Danimarca
- 6 marzo 1964 - 10 luglio 1965: Sua Altezza Reale, la principessa della Corona di Grecia
- 10 luglio 1965 - attuale: Sua Altezza Reale, la principessa Irene di Grecia e Danimarca

## Ascendenza
|                             |                             |                                                                | Genitori                                                    |  |  | Nonni |  |  | Bisnonni            |  |  | Trisnonni                 |  |
|                             |                             |                                                                |                                                             |  |  |       |  |  | Giorgio I di Grecia |  |  | Cristiano IX di Danimarca |  |
|                             |                             |                                                                |                                                             |  |  |       |  |  | Giorgio I di Grecia |  |  | Cristiano IX di Danimarca |  |
|                             |                             | Luisa d'Assia-Kassel                                           |                                                             |  |  |       |  |  | Giorgio I di Grecia |  |  |                           |  |
| Costantino I di Grecia      |                             |                                                                |                                                             |  |  |       |  |  | Giorgio I di Grecia |  |  |                           |  |
|                             |                             | Ol'ga Konstantinovna Romanova                                  | Konstantin Nicolaevič Romanov                               |  |  |       |  |  |                     |  |  |                           |  |
|                             |                             | Ol'ga Konstantinovna Romanova                                  | Konstantin Nicolaevič Romanov                               |  |  |       |  |  |                     |  |  |                           |  |
|                             |                             | Ol'ga Konstantinovna Romanova                                  | Alessandra di Sassonia-Altenburg                            |  |  |       |  |  |                     |  |  |                           |  |
| Paolo di Grecia             |                             | Ol'ga Konstantinovna Romanova                                  |                                                             |  |  |       |  |  |                     |  |  |                           |  |
|                             |                             | Federico III di Germania                                       | Guglielmo I di Germania                                     |  |  |       |  |  |                     |  |  |                           |  |
|                             |                             | Federico III di Germania                                       | Guglielmo I di Germania                                     |  |  |       |  |  |                     |  |  |                           |  |
|                             |                             | Federico III di Germania                                       | Augusta di Sassonia-Weimar-Eisenach                         |  |  |       |  |  |                     |  |  |                           |  |
| Sofia di Prussia            |                             | Federico III di Germania                                       |                                                             |  |  |       |  |  |                     |  |  |                           |  |
|                             |                             | Vittoria di Sassonia-Coburgo-Gotha                             | Alberto di Sassonia-Coburgo-Gotha                           |  |  |       |  |  |                     |  |  |                           |  |
|                             |                             | Vittoria di Sassonia-Coburgo-Gotha                             | Alberto di Sassonia-Coburgo-Gotha                           |  |  |       |  |  |                     |  |  |                           |  |
|                             |                             | Vittoria di Sassonia-Coburgo-Gotha                             | Vittoria del Regno Unito                                    |  |  |       |  |  |                     |  |  |                           |  |
| Irene di Grecia             |                             | Vittoria di Sassonia-Coburgo-Gotha                             |                                                             |  |  |       |  |  |                     |  |  |                           |  |
|                             | Ernesto Augusto di Hannover | Giorgio V di Hannover                                          |                                                             |  |  |       |  |  |                     |  |  |                           |  |
|                             | Ernesto Augusto di Hannover | Giorgio V di Hannover                                          |                                                             |  |  |       |  |  |                     |  |  |                           |  |
|                             | Ernesto Augusto di Hannover | Maria di Sassonia-Altenburg                                    |                                                             |  |  |       |  |  |                     |  |  |                           |  |
| Ernesto Augusto di Hannover | Ernesto Augusto di Hannover |                                                                |                                                             |  |  |       |  |  |                     |  |  |                           |  |
|                             |                             | Thyra di Danimarca                                             | Cristiano IX di Danimarca                                   |  |  |       |  |  |                     |  |  |                           |  |
|                             |                             | Thyra di Danimarca                                             | Cristiano IX di Danimarca                                   |  |  |       |  |  |                     |  |  |                           |  |
|                             |                             | Thyra di Danimarca                                             | Luisa d'Assia-Kassel                                        |  |  |       |  |  |                     |  |  |                           |  |
| Federica di Hannover        |                             | Thyra di Danimarca                                             |                                                             |  |  |       |  |  |                     |  |  |                           |  |
|                             |                             | Guglielmo II di Germania                                       | Federico III di Germania                                    |  |  |       |  |  |                     |  |  |                           |  |
|                             |                             | Guglielmo II di Germania                                       | Federico III di Germania                                    |  |  |       |  |  |                     |  |  |                           |  |
|                             |                             | Guglielmo II di Germania                                       | Vittoria di Sassonia-Coburgo-Gotha                          |  |  |       |  |  |                     |  |  |                           |  |
| Vittoria Luisa di Prussia   |                             | Guglielmo II di Germania                                       |                                                             |  |  |       |  |  |                     |  |  |                           |  |
|                             |                             | Augusta Vittoria di Schleswig-Holstein-Sonderburg-Augustenburg | Federico VIII di Schleswig-Holstein-Sonderburg-Augustenburg |  |  |       |  |  |                     |  |  |                           |  |
|                             |                             | Augusta Vittoria di Schleswig-Holstein-Sonderburg-Augustenburg | Federico VIII di Schleswig-Holstein-Sonderburg-Augustenburg |  |  |       |  |  |                     |  |  |                           |  |
|                             |                             | Augusta Vittoria di Schleswig-Holstein-Sonderburg-Augustenburg | Adelaide di Hohenlohe-Langenburg                            |  |  |       |  |  |                     |  |  |                           |  |
|                             |                             | Augusta Vittoria di Schleswig-Holstein-Sonderburg-Augustenburg |                                                             |  |  |       |  |  |                     |  |  |                           |  |